# CENPP
CENPP (англ. Centromere protein P) – білок, який кодується однойменним геном, розташованим у людей на 9-й хромосомі. Довжина поліпептидного ланцюга білка становить 288 амінокислот, а молекулярна маса — 33 165.
| 10         |  | 20         |  | 30         |  | 40         |  | 50         |
| ---------- |  | ---------- |  | ---------- |  | ---------- |  | ---------- |
| MDAELAEVRA |  | LQAEIAALRR |  | ACEDPPAPWE |  | EKSRVQKSFQ |  | AIHQFNLEGW |
| KSSKDLKNQL |  | GHLESELSFL |  | STLTGINIRN |  | HSKQTEDLTS |  | TEMTEKSIRK |
| VLQRHRLSGN |  | CHMVTFQLEF |  | QILEIQNKER |  | LSSAVTDLNI |  | IMEPTECSEL |
| SEFVSRAEER |  | KDLFMFFRSL |  | HFFVEWFEYR |  | KRTFKHLKEK |  | YPDAVYLSEG |
| PSSCSMGIRS |  | ASRPGFELVI |  | VWRIQIDEDG |  | KVFPKLDLLT |  | KVPQRALELD |
| KNRAIETAPL |  | SFRTLVGLLG |  | IEAALESLIK |  | SLCAEENN   |  |            |

A: Аланін

C: Цистеїн

D: Аспарагінова кислота

E: Глутамінова кислота

F: Фенілаланін

G: Гліцин

H: Гістидин

I: Ізолейцин

K: Лізин

L: Лейцин

M: Метіонін

N: Аспарагін

P: Пролін

Q: Глутамін

R: Аргінін

S: Серин

T: Треонін

V: Валін

W: Триптофан

Кодований геном білок за функцією належить до фосфопротеїнів. 
Задіяний у такому біологічному процесі, як альтернативний сплайсинг. 
Локалізований у ядрі, хромосомах, центромерах.